# Typhina
Typhina là một chi ốc biển, là động vật thân mềm chân bụng sống ở biển trong họ Muricidae, họ ốc gai.

## Các loài
Các loài thuộc chi Typhina bao gồm:
- Typhina belcheri (Broderip, 1833)[2]
- Typhina campbelli (Radwin & D'Attilio, 1976)[3]
- Typhina expansa (Sowerby, 1874)[4]
- Typhina latipennis (Dall, 1919)[5]
- Typhina neocaledonica (Houart, 1987)[6]
- Typhina nitens (Hinds, 1843)[7]
- Typhina puertoricensis (Warmke, 1964)[8]